# Stenochrus pecki
Stenochrus pecki är en spindeldjursart som först beskrevs av Verner Hawsbrook Rowland 1973.  Stenochrus pecki ingår i släktet Stenochrus och familjen Hubbardiidae. Inga underarter finns listade i Catalogue of Life.